# Королівський університет Сан-Феліпе
Королівський університет Сан-Феліпе (ісп. Real Universidad de San Felipe) — це колишній університет, створений королем Іспанії Філіпом V у 1738 році у Чилі, що тоді був частиною Іспанської імперії. Заклад був офіційно заснований в Сантьяго в 1747 році і почав навчальну діяльність в 1758 році. Це попередник сучасного Чилійського університету (1843).

## Заснування
На початку XVII століття єпископ Сантьяго Фрай Хуан Перес де Еспіноса написав королю Іспанії з проханням відкрити університет для свого міста. Він підкреслив переваги, які існують у провінцій Буенос-Айрес, Тукуман і Парагвай, а також той факт, що чилійці, які їздили на навчання до університету Сан-Маркос в Лімі, Перу, рідко поверталися до Чилі.
У листі від 2 грудня 1713 року мер Сантьяго Франсіско Руїс де Береседо офіційно запропонував кабільдо (органу міського самоврядування) передати королю Філіпу V прохання про створення університету в Чилі.
У 1724 році кабільдо Сантьяго призначив Мануеля Антоніо Валькарсе Веласко заступником прокурора міста перед судом Іспанії, щоб виконати указ.
У 1727 році кабільдо призначив Томаса де Асуа як заступником прокурора в Суді Іспанії, щоб домогтися створення монетного двору та університету. Він домігся останнього, запропонувавши королю, щоб він фінансувався за рахунок добровільних пожертв жителів Сантьяго.
28 липня 1738 року в Сан-Ільдефонсо, Іспанія, король Філіп V підписав Королівський указ про заснування та будівництво університету в Сантьяго під закликом святого покровителя міста — Святого Філіпа.

## Історія

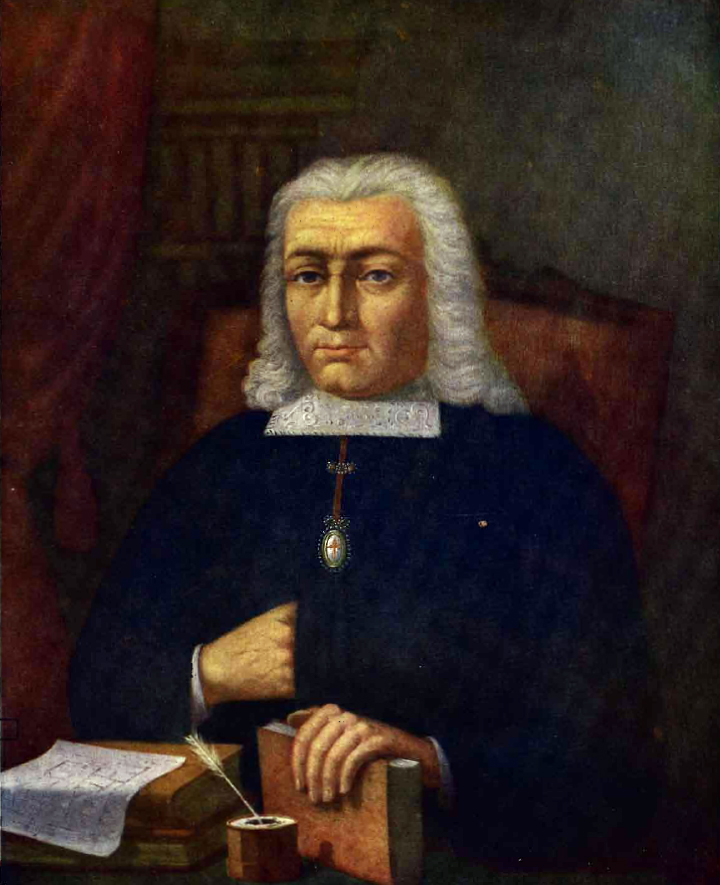
Хосе Томас Руїс де Асуа, перший ректор університету

11 березня 1747 року було офіційно затверджено створення Королівського університету Сан-Феліпе. Того ж дня його головний промоутер його створення Томас де Асуа був обраний його першим ректором.
Однак заняття розпочалися лише 9 січня 1758 року, через 11 років, з курсу права. Як і очікувалося, він керувався правилами, встановленими для найстаріших університетів Іспанської Америки, таких як університет Сан-Маркос у Лімі, університет Росаріо в Боготі та початковий університет Мексики. Через університет Сан-Маркос він отримав доступ до ресурсів університету Саламанки, Іспанія.
Справжнім організатором університету вважається Валеріано де Аумада-і-Рамірес де Карвахаль — науковець, який був його віцеканцлером з 1757 по 1765 рік і третім ректором з 1758 по 1759 рік. Він організовував курси, контролював відвідування студентами та викладачами занять, був завзятим противником присвоєння звань тим, хто не відповідав академічним вимогам (здобуття наукових ступенів за допомогою хабарів у той час була звичною справою). Пасео Аумада, вулиця в центрі Сантьяго, була названа на честь нього та його предків.
Університет Сан-Феліпе замінив або продовжив роботу домініканського Папського університету святого Томи Аквінського, а після вигнання єзуїтів у 1767 році придбав товари та студентів престижний навчальний заклад Convictorio Carolino.
Як і його аналоги в Мексиці та Лімі, університет Сан-Феліпе мав факультети теології, філософії, права, медицини та математики. Його закінчили понад тисяча студентів, деякі з них з аргентинських провінцій Буенос-Айрес, Кордова, Куйо та Сальта. Він продовжував працювати так само до 1813 року, коли в університеті почався процес змін в результаті тимчасового здобуття політичної незалежності Чилі.
Університетська бібліотека зібрала значну колекцію, відому своїми «цікавими» рукописами, що стосуються корінних народів Чилі, подарованих єзуїтами. Особиста колекція чилійського адвоката Маріано Еганьї була подарована після його смерті в 1846 році. У 1852 році бібліотека університету лягла в основу Національної бібліотеки Чилі.
Структура закладу зменшилась. Це призвело у 1843 році до заснування Чилійського університету — закладу, який дотримувався більше культурних і освітніх ідеалів республіканського суспільства.

## Перетворення на Чилійський університет
У період Старої Батьківщини створення Національного інституту відвернуло багатьох педагогів університету.
Коли Чилі остаточно здобув незалежність від Іспанії в битві при Чакабуко 12 лютого 1817 року, університет вилучив «Королівський» зі своєї назви та почав називатися просто університетом Сан-Феліпе.
У 1823 році університет втратив повноваження присуджувати ступені бакалавра та доктора філософії.
Після організації республіки в 1835 році він почав використовувати назву Університет Сан-Феліпе Республіки Чилі (ісп. Universidad de San Felipe de la República de Chile). 17 квітня 1839 року міністр юстиції, культури та громадської освіти Маріано Еганья видав вищий указ про ліквідацію університету Сан-Феліпе та створення замість нього Чилійського університету, передавши його майно та кампус до лист. Його останнім ректором був монсеньйор Хуан Франсіско Менесес Ечанес.
Влада мала намір організувати перехід університету від постколоніальної автономії закладу до статусу державної інституції, проти чого, зокрема, виступив факультет теології. Щоб забезпечити цей процес, 26 січня 1846 року уряд видав указ про безперервність обох інституцій для юридичних цілей.

## Важливість
В аудиторіях університету виховувалися найважливіші діячі війни за незалежність Чилі. Крім того, багато іноземців, які навчалися у закладі, відіграли важливу роль в історії Аргентини та Парагваю.
Чотири ректори університету були аргентинцями: Педро Асенсіо де Тула Базан-і-Соріа Медрано (другий ректор), Грегоріо Еулохіо де Тапіа Зегарра-і-Енсінас, Хосе Хоакін де Гаете-і-Вера Мухіка та Хосе Грегоріо де Кабрера-і-Ромеро.
Хосе Сантьяго Родрігес Соррілья, єпископ Сантьяго-де-Чилі та прихильник іспанського уряду під час війни за незалежність Чилі, був ректором університету в 1788, 1789 та 1803 роках, як і його брат Хосе Хоакін Родрігес Соррілья.
Єпископ Хосе Антоніо Мартінес де Альдунате-і-Гарсес, віцепрезидент Урядової хунти Чилі 1810 року, був ректором університету в період інтелектуального збагачення.
Мігель Ейсагірре Аречавала, брат лідера боротьби за незалежність і тимчасового президента Агустіна Ейсагірре, також був ректором університету.
Інші діячі незалежності, які відвідували університет, включають Бернардо де Вера-і-Пінтадо, Мануель Доррего (аргентинець, який вручав запрошення до відкритого кабільдо 1810 року), Хосе Антоніо Альварес Джонте-і-Карреньо, священик Хуан Пабло Фретес (аргентинець, президент Першого Національного конгресу 1811 року), Хуан Мартінес де Росас (лідер Урядової хунти 1810 року), Іполіто де Вільєгас (юрист, депутат і міністр фінансів за часів Бернардо О'Гіґґінса), Хуан Еганья (конституціоналіст, депутат, сенатор) і Мануель Монтт (президент республіки з 1851 по 1861).
Багато членів відкритого кабільдо 1810 року в сучасній Аргентині також продовжили навчання там, у тому числі юрист і урядовець Мігель Маріано де Вільєгас.